# Victor Noir
Pour les articles homonymes, voir Victor Noir (homonymie), Noir (homonymie) et Salmon.
Victor Noir, nom de plume d’Yvan Salmon, né le 27 juillet 1848 à Attigny (Vosges) et mort à Paris le 10 janvier 1870, est un journaliste français tué à l'âge de 21 ans d'un coup de feu par le prince Pierre-Napoléon Bonaparte, cousin germain de l'empereur des Français, Napoléon III.
Son meurtre suscita une forte indignation populaire et renforça l’hostilité envers le Second Empire.

## Biographie
Victor Noir est le fils de Joseph Jacques Salmon, horloger puis meunier, installé à Attigny, et de Joséphine Élisabeth Noir. Il a pour frère aîné Louis Salmon, dit Louis Noir, combattant de la guerre de Crimée, correspondant au journal La Patrie, puis rédacteur en chef du journal Le Peuple.
En 1867, Victor Noir devient le rédacteur en chef de la Gazette de Java publiée en une unique livraison et ayant la particularité d'être rédigée en javanais. 
En mai 1868, Victor Noir est le rédacteur en chef du Pilori, hebdomadaire éphémère qui présente l'originalité d'être imprimé en caractères rouges et auquel contribuent notamment Arthur Arnould, Alexis Bouvier, Louis Combes, Édouard Lockroy, Eugène Razoua et Jules Vallès.

## Drame d’Auteuil

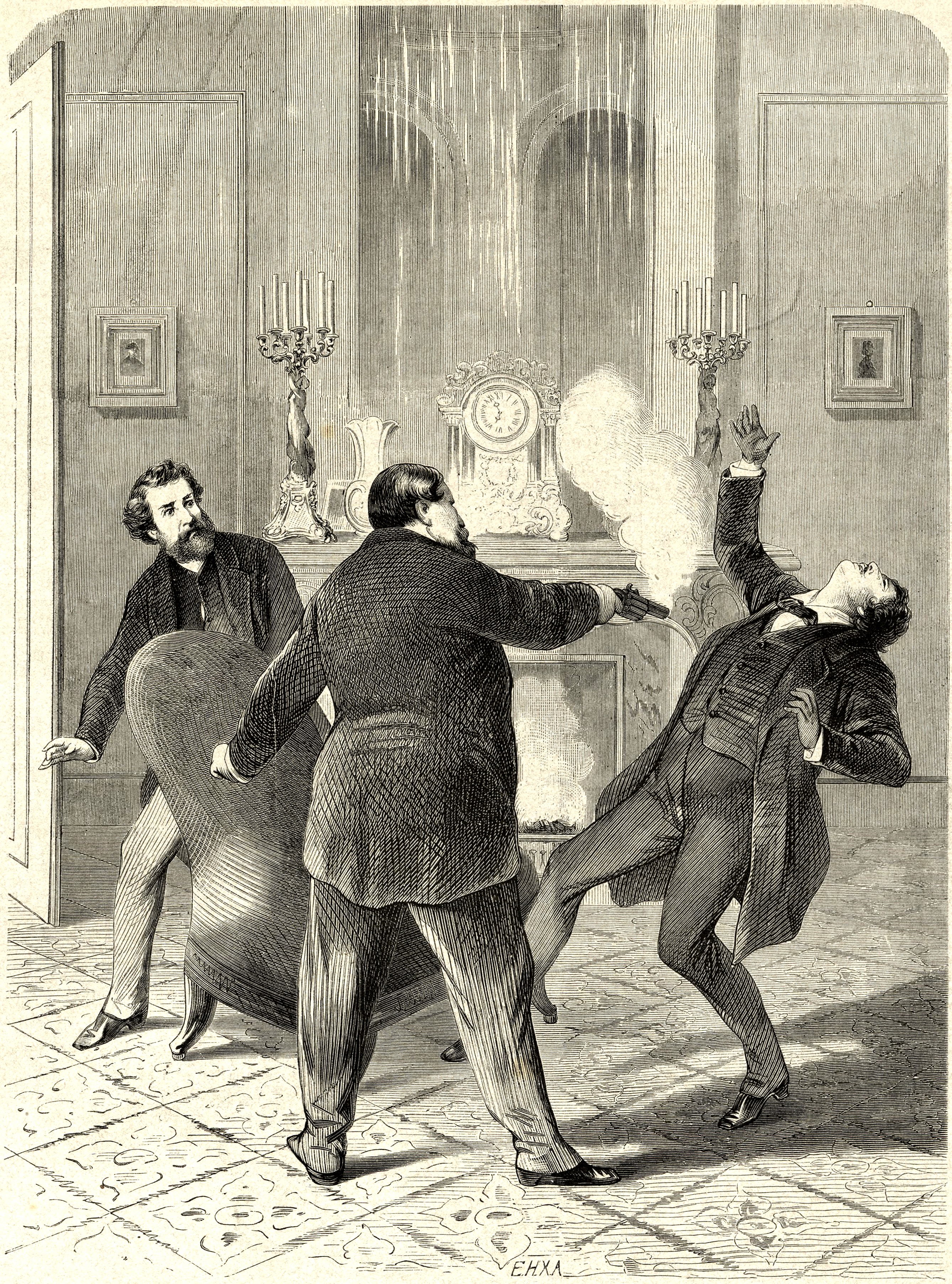
La scène du meurtre reconstituée dans une gravure parue dans un magazine de l’époque.

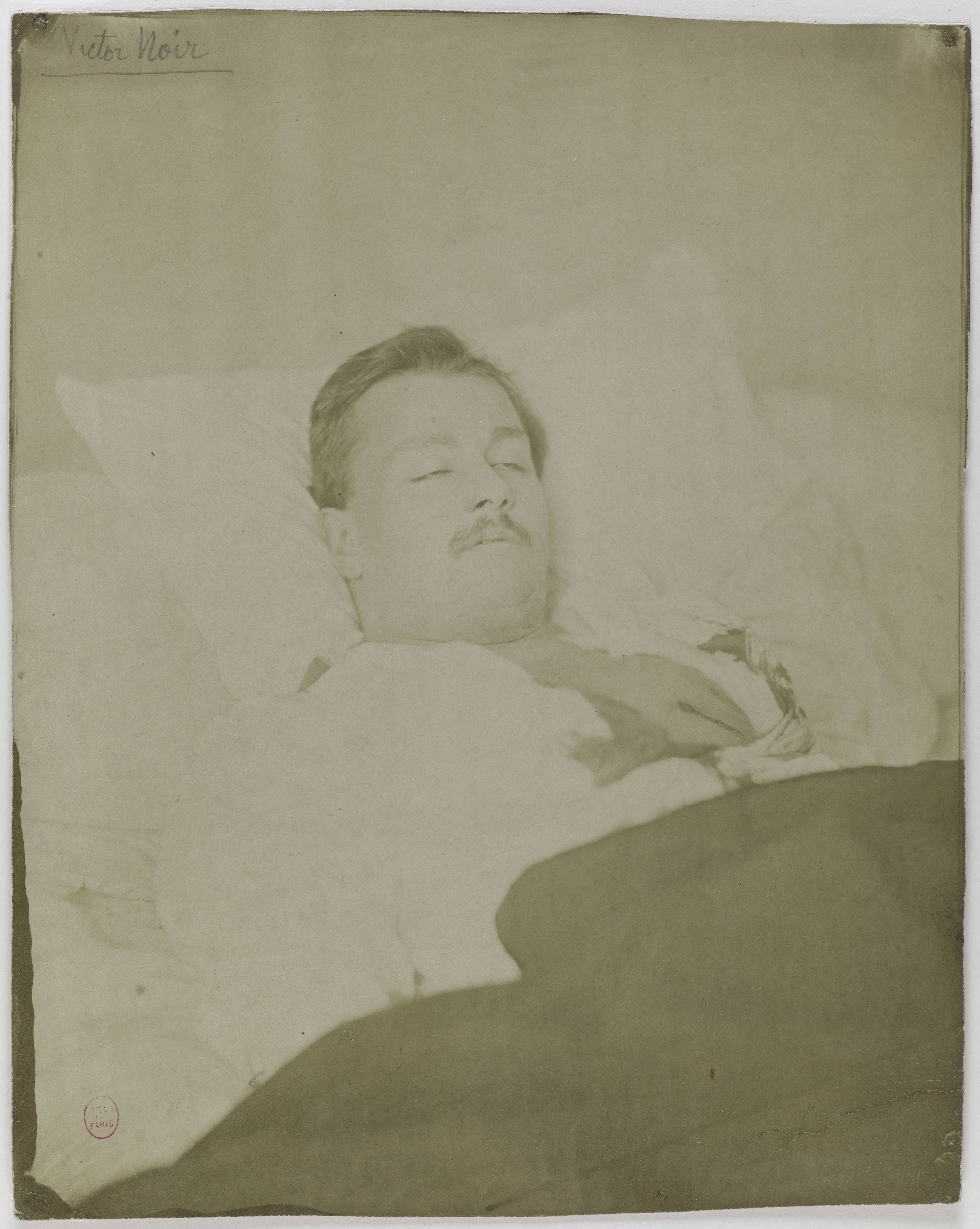
Photographie de Victor Noir sur son lit de mort.

À la fin de l'année 1869, un journal bastiais intitulé La Revanche écrit des mots insultants contre la mémoire de Napoléon Ier. Son neveu  le prince Pierre-Napoléon Bonaparte — qui s'était retiré de la vie politique depuis le coup d’État du 2 décembre 1851 de son cousin Napoléon III — ne supporte pas cet affront. Il sort de sa réserve et répond à cette attaque par un article virulent, paru dans le journal L’Avenir de la Corse. Il y désigne ses adversaires corses comme « des traîtres et des mendiants », destinés à être massacrés, jetés à la mer et mis « les tripes au soleil ».
La polémique enfle entre les journaux insulaires. Le journal La Marseillaise, d’Henri Rochefort, opposant systématique au régime, mène alors une campagne contre l’Empire. L’erreur de La Marseillaise est de s’immiscer dans une « affaire corse ». Pierre Bonaparte n’admet pas l’insulte personnelle contre sa famille de la part d’un obscur « manœuvre de Rochefort ». Le célèbre et bouillant journaliste reçoit donc du prince un « cartel » provocateur. Rochefort, d’un tempérament vif, est de longue date un familier des duels. Il s’est jadis frotté au prince Murat lui-même. Il envoie donc au prince Bonaparte ses deux témoins employés au journal : Jean-Baptiste Millière et Arnould, lesquels vont arriver trop tard au lieu de rencontre.
Entretemps, Paschal Grousset, de Neuilly, ardent patriote corse et correspondant parisien de La Revanche, ressent lui aussi l’injure. Grousset a précédemment travaillé au journal dynastique L'Époque comme collaborateur scientifique et au journal Le Rappel. Afin d’obtenir du prince Bonaparte la rétractation de son article injurieux ou à défaut la réparation par les armes, il dépêche deux témoins amis, Ulric de Fonvielle et Victor Noir. Ceux-ci arrivent à treize heures (bibl.) au domicile du no 59 rue d'Auteuil et sont reçus par le prince, tandis qu'à l'extérieur Grousset attend dans une voiture le résultat de l'entrevue en compagnie d'un confrère journaliste et écrivain, Georges Sauton.
Le prince est contrarié. Ce sont les témoins de Rochefort, envers qui il éprouve une haine farouche, qu'il attend. Il dit n'avoir rien à répondre à Grousset, mais demande à ses témoins s'ils se considèrent comme solidaires des « charognes » de Rochefort et de son équipe. Fonvielle et Victor Noir répondent qu'ils sont « solidaires de leurs amis ». La rencontre tourne mal, le prince sort de sa poche un revolver chargé et armé, tire par six fois et blesse mortellement Victor Noir.
Fonvielle rapporte que Noir aurait reçu un soufflet alors que le prince déclare par écrit s'être senti menacé après avoir été frappé au visage par le « grand » (Victor Noir). Selon Bonaparte, Fonvielle aurait eu un revolver dans sa poche. Il aurait tenté de s’en servir, mais, dans la précipitation, ne serait pas parvenu à l’armer.
Sur les six coups de son revolver, Bonaparte ne tire qu'une balle fatale. Fonvielle échappe aux balles mais Noir, touché à la poitrine, s’enfuit par l'escalier et s'écroule sous le porche.
D’après l'acte de décès, il meurt peu après qu'on lui a tiré dessus, à 14 heures, au no 27 de la rue d'Auteuil (actuel no 42). Il s'agissait d'une pharmacie.
Émile Ollivier, le chef de gouvernement, fait arrêter Pierre Bonaparte et, prudent, fait organiser les funérailles de Noir à Neuilly-sur-Seine, au cimetière ancien, en présence d'une foule immense, et suivant le vœu de la famille, permettant ainsi de limiter les débordements, loin des quartiers populaires de Paris.

## Les funérailles

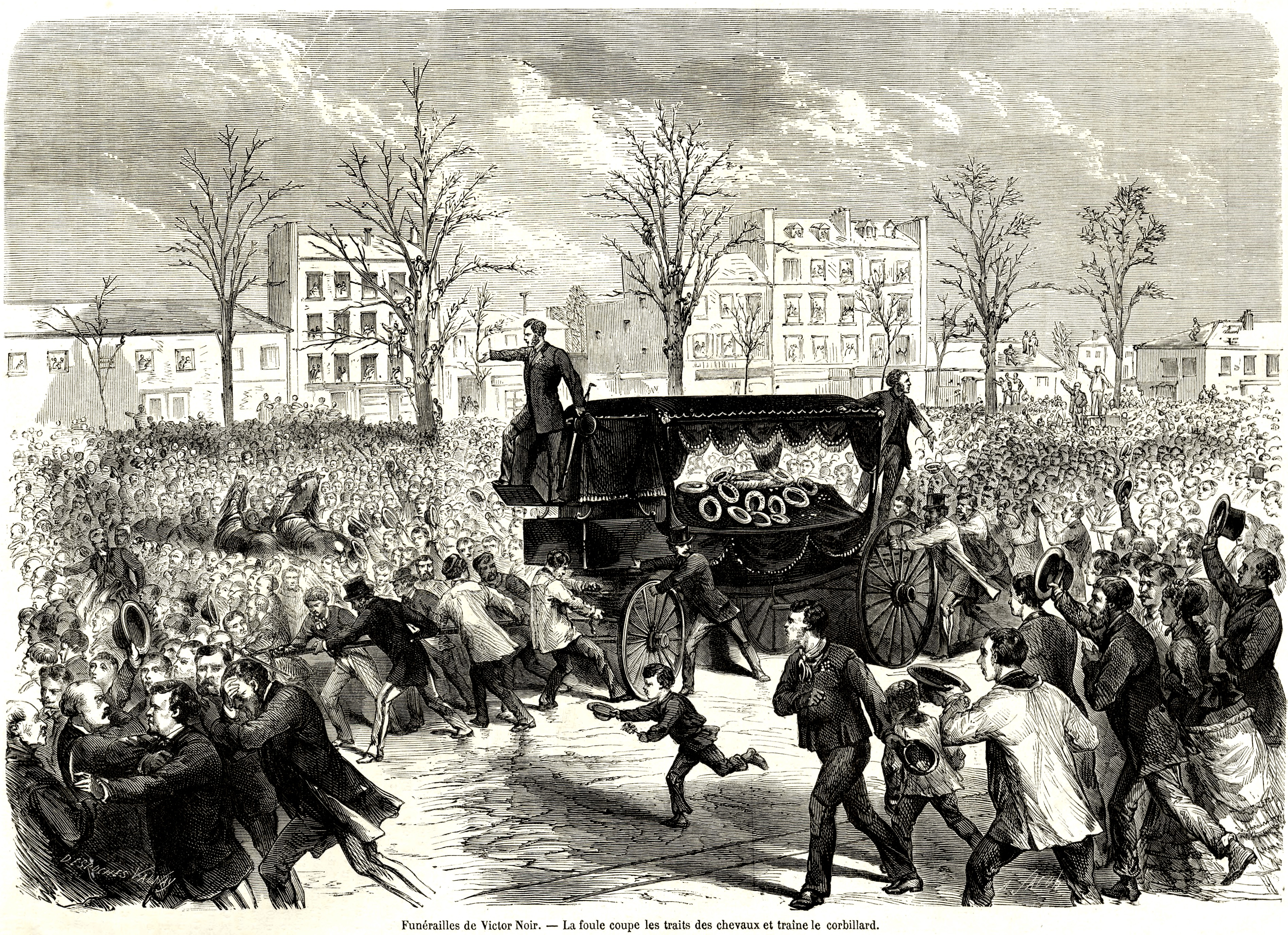
La foule coupe les traits des chevaux et traîne le corbillard.

Les funérailles ont lieu le 12 janvier 1870, et rassemblent une foule de près de 100 000 personnes, opposée au pouvoir en place et réunissant républicains, socialistes, internationalistes…
Les obsèques sont frénétiques et alimentent un mouvement anti-bonapartiste qui prélude à la chute du Second Empire. Des Parisiens coupent les traits des chevaux pour tirer le char funèbre à leur place. On croise dans cette foule les communalistes et internationalistes Eugène Varlin, Louise Michel (qui prend le deuil après les funérailles), Jean-Baptiste Millière… Pour certains comme Gustave Flourens, les funérailles sont une occasion de déclencher le renversement de l'Empire, ils réclament de transporter le corps dans Paris pour appeler la foule à l'insurrection. Mais de leur côté, les partisans de l'Internationale pensent que la révolution est inéluctable et qu'il serait imprudent de la compromettre par trop de précipitation. Charles Delescluze, rédacteur du Réveil, appelle au calme et Rochefort, Vallès et Grousset proposent de se rendre à l'Assemblée, où ils ne sont même pas reçus.
Les funérailles de Victor Noir marquent le début d’un mouvement anti-napoléonien de grande ampleur, considéré comme l’un des éléments déclencheurs de la Commune de Paris de 1871.

## Le jugement

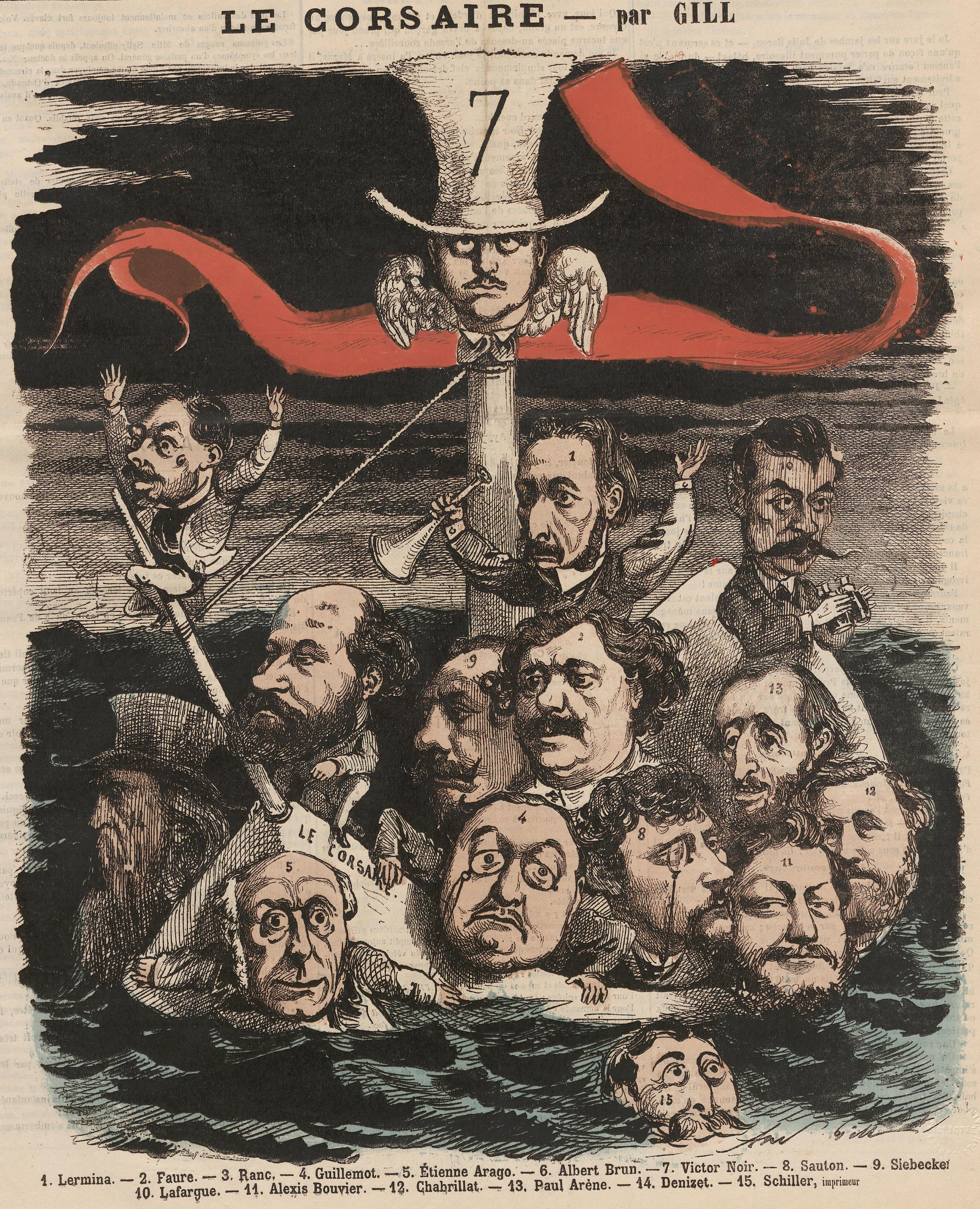
Le Corsaire, par Gill dans La Lune du 24 novembre 1867.

Ce fait divers, impliquant un illustre personnage, fait grand bruit. Napoléon III, déjà politiquement malmené, est mis en difficulté par cet événement. Pierre Bonaparte est arrêté le soir même. Il est rapidement acquitté, l'empereur ayant pris à sa charge les frais entrainés par la venue des témoins à décharge au procès, mais condamné à des dommages-intérêts par la Haute Cour de justice, tandis que Rochefort, Fonvielle et Grousset sont condamnés. L’obscur employé de rédaction devient dans l’heure un héros national. L’Empire qui vacille déjà, est l'objet d'une vindicte populaire sans précédent, enflée par les catilinaires de Rochefort : 

« J’ai eu la faiblesse de croire qu’un Bonaparte pouvait être autre chose qu’un assassin… »

 Le Second Empire, après Sedan, ne devait d'ailleurs guère survivre longtemps à Victor Noir. 
Ont notamment participé aux audiences : Paul de Cassagnac, Edgar Demange et Charles Floquet.

## Le gisant
Le 25 mai 1891, la dépouille, devenue un symbole républicain, est transférée à Paris au Père-Lachaise (92e division). Jules Dalou, ardent défenseur de la République, réalise son gisant en bronze, où Noir apparaît dans l’état où il aurait été trouvé après le coup de feu. L’œuvre est conçue dans un réalisme qui entraîne certaines personnes superstitieuses à toucher le gisant depuis des années, d’où une oxydation de la patine et une érosion du bronze que présente la statue de nos jours sur le relief du visage, l’impact de balle, la partie virile et les chaussures. Un folklore veut en effet que les femmes en mal d’enfants touchent le gisant, voire le chevauchent, afin d’être rendues fertiles,. Les chaines ceinturant la sépulture ont été retirées sous l'occupation de 1940-1944 pour la fonte à canons. On les voit sur le gisant par l'agence Rol en 1925.

## Mémoire
- En 1938, dans La Nausée, où les lieux urbains réels (parisiens et normands) sont transformés, Jean-Paul Sartre écrit « Je vois de ma fenêtre, au coin du boulevard Victor-Noir, la flamme rouge et blanche du Rendez-vous des cheminots », imaginant un odonyme rendant hommage au journaliste[15].
- Un spectacle vivant son et lumière consacré à la vie de Victor Noir, Victor Noir l'immortel, a eu lieu en août 2014 à Monthureux-sur-Saône, commune proche d'Attigny, son lieu de naissance.[pertinence contestée]